# Третий период развития биогеографии
Третий период развития биогеографии ознаменовался значительными научными достижениями в области естествознания. Глубокий анализ флористических, фаунистических и палеонтологических данных больше не укладывался в рамки библейского мировоззрения о сотворении мира. Новые палеонтологические находки свидетельствовали об эволюции живых существ — от древнейших форм до современных, обнаруженных в геологических слоях. Пробелы в этой цепочке стали основой для возникновения компромиссной между религиозным и научным взглядами теории катастроф. Она предполагала, что Творец в каждом геологическом периоде создавал уникальный органический мир, который через некоторое время уничтожался за грехи. После этого происходил новый акт творения, и на смену погибшим существам появлялись усовершенствованные формы жизни. Согласно этой теории, такие циклы повторялись неоднократно за всю историю существования жизни на Земле. 
Автором теории катастроф считается французский зоолог и палеонтолог Жорж Кювье. На протяжении десятилетий теория набирала популярность, но её последователи порой доводили её до абсурда. Со временем, когда недостающие звенья эволюционной цепи были найдены, необходимость в теории катастроф исчезла, уступив место научно обоснованной теории эволюции.
Третий период также связан с трудами немецкого учёного Александра фон Гумбольдта. В 1799–1804 годах он совместно с французом Эме Бонпланом изучал природу Центральной и Южной Америки. Итогом этой экспедиции стал 30-томный труд «Путешествие в равноденственные области Нового Света». Шестнадцать томов были посвящены изучению флоры и фауны континента. Систематизация собранного материала позволила выявить закономерности распространения живых организмов на равнинах и в горных системах. Гумбольдт доказал зависимость типов растительности от природных условий, прежде всего климата, и разработал концепцию широтной зональности, связанной с изотермами. Он заложил основы учения о центрах происхождения культурных растений, которое впоследствии развил российский учёный Николай Вавилов. Кроме того, Гумбольдт начал изучение растительных сообществ — фитоценозов, что стало основой для последующих научных открытий.
Среди значимых региональных исследований того периода выделяется четырёхтомная работа Карла Ледебура «Флора России», описывающая более 6,5 тысяч видов сосудистых растений, из которых 400 были новыми для науки. Также стоит отметить труды швейцарских учёных Огюстена Пирама Декандоля и его сына Альфонса. Старший Декандоль разработал основы сравнительной морфологии растений и начал работу над 7-томным трудом «Введение в естественную систему растительного царства», которую продолжил его сын, доведя объём до 17 томов.
Экологическое направление биогеографии активно развивал профессор Московского университета Карл Рулье, которого считают одним из основателей экологии и эволюционной палеонтологии. Его ученик Михаил Северцов написал первую экологическую монографию «Периодические явления в жизни зверей, птиц и пресмыкающихся Воронежской губернии». В ней он исследовал влияние физических и географических условий на миграцию, размножение и расселение животных, показав связь фауны с лесостепными ландшафтами. Северцов использовал принципы актуализма и историзма, чтобы объяснить воздействие природных факторов на изменение организмов. Его считают автором первого целостного учения о живой природе. Также он, одновременно с немецким учёным Готфридом Тревиранусом, ввёл в научный обиход термин «биология».
Труды Жана-Батиста Ламарка сыграли важную роль в ослаблении влияния теории катастроф. Благодаря им внимание учёных переключилось на теорию эволюции органического мира.
Таким образом, третий период в истории биогеографии характеризуется закладкой основ для развития ключевых направлений науки, опровержением теории катастроф и подготовкой фундамента для эволюционного объяснения развития жизни на Земле.